# Sebastian Shaw (acteur)
Pour les articles homonymes, voir Shaw et Sebastian Shaw.
Sebastian Lewis Shaw est un acteur britannique né le 29 mai 1905 à Holt et mort le 23 décembre 1994 à Brighton.
Il est surtout connu pour avoir été le visage d'Anakin Skywalker (alias le seigneur sith Dark Vador ; Darth Vader en anglais) dans Le Retour du Jedi (1983).

## Biographie
Shaw est né et a grandi à Holt et a fait ses débuts d'acteur à huit ans au théâtre de Londres. Il étudie au théâtre à l'école de Gresham et de l'Académie Royale d'Art Dramatique. Bien qu'il ait travaillé principalement sur la scène de Londres, il fait ses débuts en 1929 à Broadway puis en tournée anglophone. Depuis 1966, il devient l'un des comédiens britanniques de théâtre les plus actifs et décide alors de devenir par la suite enseignant de théâtre au cours jusqu'au années 1980.

## Famille
Il est l'un des trois enfants nés du Docteur Geoffrey Turton Shaw. Son oncle, Martin Shaw, est un compositeur de musique d'église. C'est sa famille composée de divers artistes qui lui donne l'envie de s'investir dans la comédie.

## Carrière
Dans les années 1960, Shaw rejoint la Royal Shakespeare Company, où il passe la prochaine décennie de sa carrière et finit par devenir un artiste associé. Il est principalement apparu dans des pièces de Shakespeare, y compris dans Richard II, le roi dans Tout est bien qui finit bien, Ulysse dans Troilus, Léonato dans Much Ado About Nothing. Il joue aussi Polonius dans Hamlet, pièce qui lui octroie une plus grande notoriété que le reste de ses compagnons, et dans laquelle il prouve son talent d'acteur. Shaw est resté très actif dans ses dernières années ainsi qu'aux côtés d'acteurs comme Ian Richardson, John Nettles et Ann Firbank. Bien que ses apparitions dans les films soient devenues beaucoup moins fréquentes dans sa carrière par la suite, il acquiert tout de même une certaine notoriété grâce à son rôle d'Anakin Skywalker, à qui il prête son visage lorsqu'il est démasqué dans Star Wars épisode VI : Le Retour du Jedi.

## Son rôle dans la sagaStar Wars
Sebastian Lewis Shaw est surtout connu pour avoir été le visage d'Anakin Skywalker dans Le Retour du Jedi (1983). Il apparaît alors à deux reprises dans le film : maquillé en grand brûlé lorsque Luke lui ôte son masque au moment de mourir, et à la toute fin du film sous sa forme spectrale, en compagnie d'Obi-Wan Kenobi et de Yoda.
En 2004, à l'occasion de la réédition de la première trilogie Star Wars, le spectre d'Anakin Skywalker, connu initialement sous les traits de Sebastian Shaw, fut remplacé par l'acteur Hayden Christensen, interprète d'Anakin Skywalker dans L'Attaque des clones (2002) ainsi que dans l'épisode III, La Revanche des Sith (2005). Cependant, Shaw apparaît toujours en costume de Dark Vador, après que Luke Skywalker lui a retiré son masque.

## Vie privée
Lorsque la Seconde Guerre mondiale a éclaté, Shaw a interrompu sa carrière d'acteur et rejoint la Royal Air Force avec son père et son oncle.

## Filmographie

### Au Cinéma
- 1934 : Get Your Man de George King
- 1936 : Les hommes ne sont pas des dieux (Men Are Not Gods) de Walter Reisch
- 1939 : L'Espion noir de Michael Powell : Ashington
- 1940 : The Flying Squad de Herbert Brenon
- 1965 : En Angleterre occupée (It Happened Here) de Kevin Brownlow et Andrew Mollo
- 1968 : Le Songe d'une nuit d'été (A Midsummer Night's Dream) de Peter Hall : Peter Quince
- 1983 : Star Wars, épisode VI : Le Retour du Jedi de Richard Marquand : Anakin Skywalker
- 1987 : Soleil grec (High Season) de Clare Peploe

### Télévision
- 1976-1984 : Crown Court (série TV)
- 1977 : Play for Today (série TV)
- 1979 : Rumpole of the Bailey (série TV)
- 1983 : Reilly, Ace of Spies (série TV)
- 1988 : Casualty (série TV)
- 1991 : Chernobyl: The Final Warning (téléfilm) d'Anthony Page
- 1991 : Chimera (mini-série)